# Романтики (фильм, 1941)
«Романтики» — советский фильм 1941 года режиссёра Марка Донского, по повести «Чукотка» Тихона Сёмушкина.

## Сюжет
1920-е годы, в СССР идёт кампания ликвидации безграмотности. Выпускница пединститута Татьяна Петровна едет за тысячи километров от железной дороги, в тундру Чукотки, — открывать здесь школу. Но чукчи не доверяют русской женщине, потому как давно привыкли к обманам и варварству «русских купцов». Вместе с начальником культбазы Кузнецовым и доктором Иваном Павловичем, выезжая на стойбища и встречаясь с охотниками и оленеводами, учительница убеждает чукчей учить детей в школе. Но чукчи, находясь под влиянием местного шамана, не ведут детей не то что школу, но даже и в больницу, даже если дети умирают. Отчаиваясь, но не сдаваясь, молодая учительница завоюет доверие чукчей, и их дети пойдут в созданную ей «первую советскую школу в тундре».

## В ролях
- Ирина Федотова — Татьяна Петровна, учительница
- Даниил Сагал — Кузнецов, начальник культбазы
- Владимир Владиславский — Иван Павлович, доктор
- Лев Свердлин — чукча Тукай
- Анастасия Маркина — Тинь-Тинь, жена Тукая
- Михаил Трояновский — шаман
- Иоаким Максимов-Кошкинский — Ульхвыргын
- Сергей Ван-Тен-Тау — Лятуге
- Витя Упхонов — Таграй, школьник
- Боря Ван-Фу — Матлю, школьник
- Павел Корякин — выросший Таграй, лётчик

## Реальная и литературная основа
Фильм снят по повести «Чукотка» Тихона Семушкина, он в 1928 году работал учителем истории и директором первой школы-интерната для детей-чукчей в селе Лаврентия на Чукотке.
Повесть — дебют случайно ставшего писателем учителя —  его статья «Опыт работы по организации школы-интерната чукотской культбазы ДВК» была напечатана в 1931 году в журнале «Советский Север», замеченная деятелями литературы, по их совету, переработана в очерк «Школа на Чукотке» напечатаный в журнале «Красная новь», а затем написана книга «На Чукотке» вышедшая в 1938 году в хабаровском издательстве «Дальгиз», а через год в московском издательстве «Советский писатель».
Антон Семёнович Макаренко назвал повесть «полярной педагогической поэмой».

## Съёмки
Съёмки велись зимой-весной 1941 года в Загорске, съёмочная группа собиралась снимать в Мурманске, но начавшаяся война помешала планам, фильм был закончен в Москве.
В качестве реквизита были доставлены настоящая собачья упряжка, чукотские шубы и национальные костюмы. Актёры серьезно готовились к ролям, так исполняющий роль чукчи Тукая актёр Лев Свердлин работал над этой ролью необыкновенно скрупулезно, изучал быт, нравы, обычаи чукчей, в его архиве есть тетрадь под названием «Все о чукчах», где он пишет о характере их одежды; как они одеваются, какие предметы привешивают к поясу, куда кладут табак; какие у них привычки, как они ведут себя в тех или иных случаях.

## О фильме
Перенесённая на экран повесть несколько побледнела, не избежав участи многих экранизированных литературных произведений. В фильме не хватает романтики, поэзии, местами в нём проглядывает грубый натурализм. Несмотря на отдельные недостатки ленты, «Романтики» — всё же интересный и полезный фильм, показывающий трудную и увлекательную работу советских людей на далёком Севере. Хорошо показаны в фильме быт и обычаи чукчей. Удачны в фильме образы чукчей Тукая, Лятуге, шамана и нескольких ребят.— Калиновская Т. — Романтики // Вечерняя Москва, № 305, 26 декабря 1941
Премьера фильма состоялась 26 декабря 1941 в Москве — в критический момент войны — контрнаступления во время Битвы за Москву, по этой причине фильм был практически незамечен критикой и зрителем, был забыт и утрачен, но в 1972 году фильм был восстановлен.
В 2006 году телеканал «Культура» впервые показал этот фильм по телевидению.